# Actinernoidea
Actinernoidea là một siêu họ của hải quỳ trong bộ Actiniaria. Cho đến năm 2014, đơn vị phân loại này đã được coi là một phân bộ riêng biệt của họ Actiniaria.
Các họ sau được công nhận trong siêu họ Actinernoidea:
- Actinernidae Stephenson, 1922
- Halcuriidae Carlgren, 1918